# Logan Costa
Logan Evans Costa (Saint-Denis, 1 april 2001) is een Frans-Kaapverdisch voetballer die bij voorkeur als centrale verdediger speelt. Hij tekende in 2024 voor Villarreal CF. Hij komt ook uit voor Kaapverdië.

## Clubcarrière
Toulouse haalde Costa in 2021 weg bij het tweede elftal van Stade de Reims. In 2022 vierde hij de promotie met Toulouse naar de Ligue 1. Op 22 augustus 2024 tekende de Kaapverdisch international een zesjarig contract bij Villarreal CF. Vier dagen later debuteerde hij tegen Celta de Vigo.

## Interlandcarrière
Op 16 maart 2022 werd hij voor het eerst opgeroepen voor Kaapverdië. Hij debuteerde tegen Guadeloupe. In januari 2024 haalde hij met Kaapverdië de kwartfinale van de Afrika Cup.